# 巨蟹座55d
巨蟹座55d是一颗在长周期轨道上环绕巨蟹座55A运转的系外行星，其轨道和中央恒星的距离与木星和太阳的距离相当，它是距离其中央恒星最远的行星。该行星于2002年6月13日被发现。

## 发现
和大多数系外行星一样，科学家是通过测定由于行星引力引起的恒星视向速度而发现这颗行星的，而其视向速度的测定则是通过精确测定其中央恒星光谱的多普勒频移得出的。而之前，科学家已经在该系统中发现了一颗行星（巨蟹座55b），但是即使抵消掉这颗行星引力引起的扰动，该恒星仍然会出现视向速度位移。
2002年，进一步的探测发现在距中央恒星5天文单位远的轨道上存在着一颗长周期行星。 这次探测还同时发现了另外一颗行星，即巨蟹座55c。

## 轨道和质量
巨蟹座55d被发现之时，轨道根数还未得到准确测定，科学家估计其轨道离心率很低，接近于木星。 而当搜集到更多的数据之后，科学家发现实际情况可能正好相反，该行星的轨道离心率可能远高于太阳系内的任何行星（甚至高于冥王星）。但是在2008年，对该行星的轨道进行了一个完整周期的观测之后，科学家测得了其真实的轨道——正如最初所预想的，其轨道接近于圆形，距离中央恒星5.77天文单位。
由于视向速度法的局限性，科学家只能据此得知该行星的质量下限，为木星质量的3.835倍。2004年，哈勃空间望远镜上的精细导星敏感器(Fine Guidance Sensors)所作的天体测量发现这颗行星与天球切面的夹角约为53°。如果此测量值无误，那么该行星的真实质量比其质量下限高25%，约为4.8倍木星质量。

## 物理特性
巨蟹座55d的质量较大，所以它可能属于类木行星，从而并不拥有固体表面。同时由于科学家只能间接的探测该行星，所以至今还不知道其半径、物质构成和表面温度。如果该行星的物质构成和木星类似，且其环境接近于化学平衡，那么其表面可能就覆盖着一层水蒸汽云：该行星的内热可能使星体表面温度过高，从而无法形成如木星表面那般普遍的氨云。该行星的表面重力可能是木星表面重力的5倍，或地球表面重力的10倍。